# Хиль, Майер
Майер Андрес Хиль Уртадо (исп. Mayer Andrés Gil Hurtado; род. 7 сентября 2003, Йопаль) — сальвадорский футболист, нападающий клуба «Альянса Петролера» и сборной Сальвадора.

## Клубная карьера
Хиль начал карьеру в клубе сальвадорской Примеры B «Брухос дде Исалько». В 2019 году игрок перешёл в ФАС. 2 февраля 2020 года в матче против «Агила» он дебютировал в сальвадорской Примере. В 2021 году Хиль перешёл в «Атлетико Марте». 13 февраля в матче против «Чалатенаньо» он дебютировал за новую команду. В 2022 году Хиль перешёл в колумбийский «Альянса Петролера». 30 октября в матче против «Мильонариос» он дебютировал в Кубке Мустанга. 10 марта 2023 года в поединке против «Депортиво Пасто» Майер сделал «дубль», забив свои первые голы за «Альянса Петролера».

## Международная карьера
В 2022 году в составе молодёжной сборной Сальвадора Хиль принял участие в молодёжном Кубке КОНКАКАФ в Гондурасе. На турнире он сыграл в матчах против сборных Гватемалы, Арубы, Панамы и Доминиканской Республики. В поединках против гватемальцев и доминиканцев Майер забил три гола.
17 ноября 2022 года в товарищеском матче против сборной Никарагуа Хиль дебютировал за сборную Сальвадора.
В 2023 году Майер принял участие в Золотом кубке КОНКАКАФ. На турнире он сыграл в матчах против команд Мартиники, Коста-Рики и Панамы. В поединке против панамцев Хиль забил свой первый гол за национальную команду.

### Голы за сборную Сальвадора
| #  | Дата        | Место проведения                   | Соперник | Счёт | Голы | Соревнование                |
| -- | ----------- | ---------------------------------- | -------- | ---- | ---- | --------------------------- |
| 1. | 5 июля 2023 | Шелл Энерджи Стэдиум, Хьюстон, США | Панама   | 2:2  | 2:2  | Золотой кубок КОНКАКАФ 2023 |